# Edith Marion Patch
Edith Marion Patch   (Worcester, 27 de juliol de 1876 - Old Town, 28 de setembre de 1954) fou una entomòloga i escriptora estatunidenca. Nascuda a Worcester, Massachusetts, es va llicenciar a la Universitat de Minnesota el 1901 i va començar una carrera com a professora d’anglès abans de rebre l’oportunitat d’organitzar el departament d’entomologia de la Universitat de Maine. Es va convertir en la cap del departament d'entomologia el 1904 i, malgrat els recels de diversos col·legues masculins sobre tenir un cap de departament femení, va romandre en aquest lloc fins a la seua jubilació el 1937. Edith Patch és reconeguda com la primera dona entomòloga professional realment exitosa als Estats Units.
Edith va obtenir el seu màster a la universitat de Maine el 1910 i va obtenir un doctorat. de la Universitat Cornell a Ithaca (Nova York) el 1911. Durant la seua carrera, va ser reconeguda com a experta en pugons i va publicar el 1938 el Catàleg dels pugons de les plantes mengívoles (Food Plant Catalogue of the Aphids). Va ser elegida com a presidenta de la American Nature Study Society i el 1930 es va convertir en la primera dona presidenta de la Societat Entomològica d'Amèrica. La residència d'Edith a Old Town, Maine, es va afegir al Registre Nacional de Llocs Històrics el 2001.

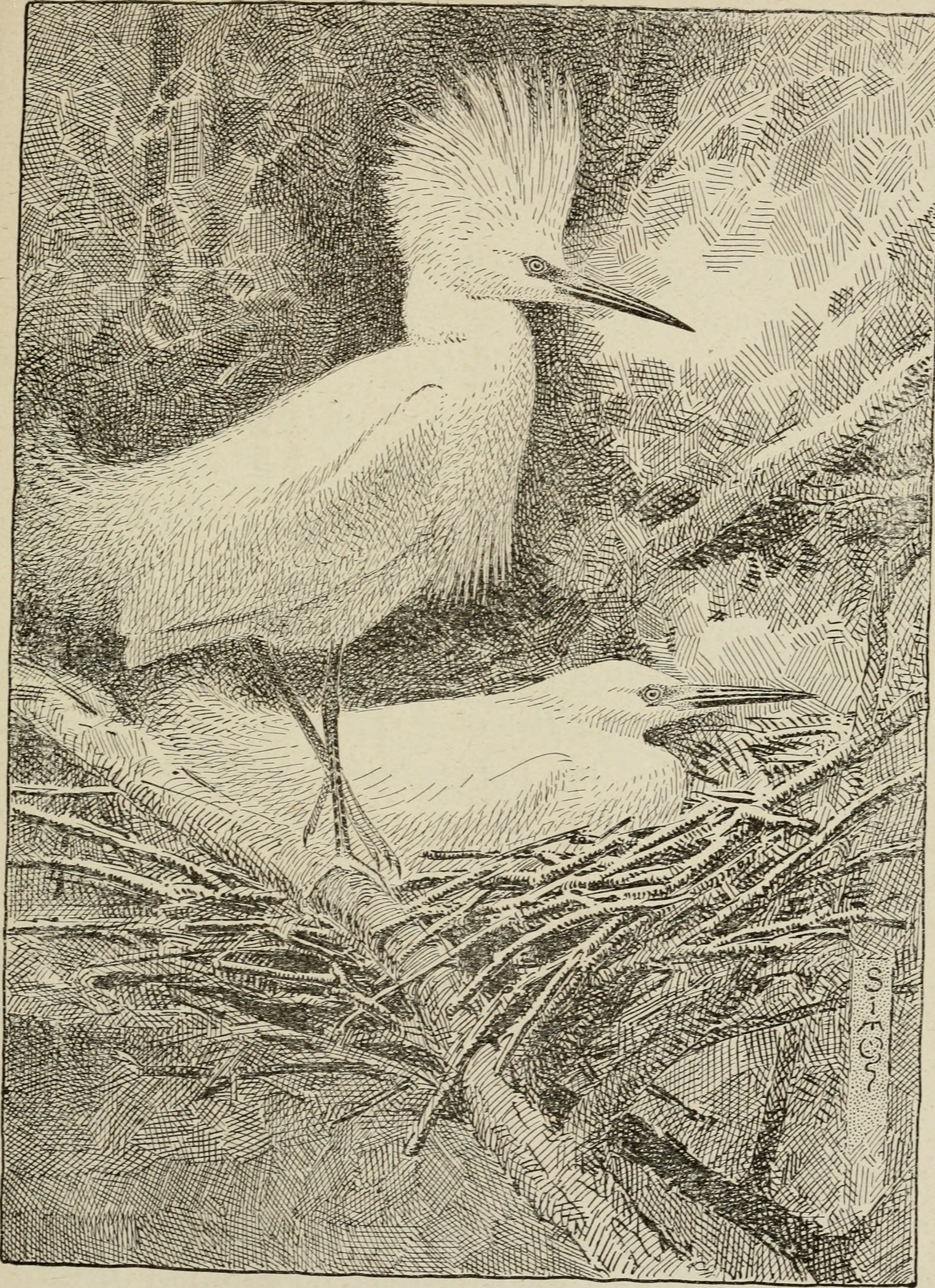
Història dels ocells

## Biografia
Edith Marion Patch era la menor de sis fills de William Whipple Patch Jr. i Salome Jenks. Després de la guerra civil nord-americana, la família es va traslladar a New Vinton (Iowa), però va tornar a Worcester el 1872. El seu interès per la història natural es va fer evident a una edat primerenca i solia passejar a prop de casa seua, estudiant els animals, flors i plantes que hi veia. La família es va traslladar a Minneapolis, Minnesota, el 1881, quan tenia vuit anys i va tornar al camp dos anys més tard, quan va poder reprendre els seus interessos per la història natural. Estava a l'escola prou coneixedora per escriure un assaig sobre la papallona monarca que li va valer un premi en un concurs. Va invertir la seua recompensa de 25 dòlars en una còpia del Manual per a l'estudi dels insectes de John Henry Comstock amb il·lustracions d'Anna Botsford Comstock. Després de graduar-se de la South High School de Minneapolis el 1896, Edith va anar a la Universitat de Minnesota, graduant-se en ciències el 1901. Al principi, no va poder trobar una feina adequada com a entomòloga i va passar dos anys ensenyant anglès a un institut, però va tenir l'oportunitat quan el doctor Charles D. Woods li va oferir un lloc no remunerat. La feina va ser a la Universitat de Maine, a l'estació d’experiments agrícoles de Maine, per posar en marxa un departament d'entomologia. La decisió de Woods de nomenar-se per mèrits i no per gènere es va reivindicar quan se li va concedir un treball a temps complet l'any següent.

## Carrera

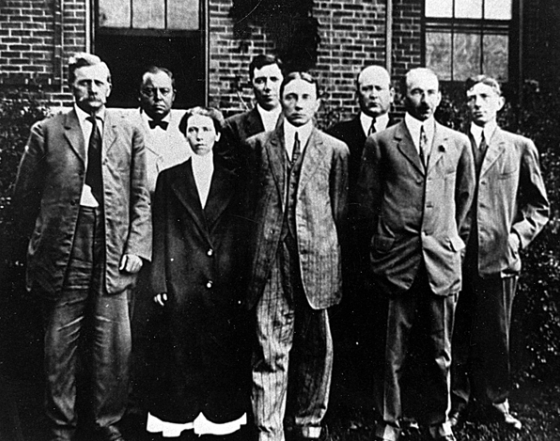
Edith Patch i altres companys de l'estació d'experiments agrícoles de Maine (1915)

Edith es va preocupar sempre de les aplicacions pràctiques de l'entomologia i va escriure butlletins sobre les plagues dels cultius agrícoles i hortícoles de Maine i dels arbres forestals. La seua especialitat era la família dels pugons amb les seues complexes històries de vida, la seua capacitat de transmetre virus i les seues plantes hostes alternes. Pot haver estat influïda en aquesta tria pel fet que havia treballat amb el professor Oestlund, expert en pugons, a Minnesota abans d'anar a la universitat. Va romandre a la Universitat de Maine durant tota la seua carrera, obtenint el màster el 1911 i el doctorat a la Universitat Cornell un any després. Mentre era a Cornell, es va fer amiga de la família Comstock. Va publicar uns vuitanta articles científics sobre pugons; taxonomia, biologia i paper que van tenir en el medi ambient. Va fer l'important descobriment que els ous del pugó del cotoner hivernaven en una adventícia (Sedum purpureum), i que eliminar-la dels voltants reduïa la infestació de cultius l'any següent. El 1938 va publicar un important llibre, el Catàleg dels pugons de les plantes mengívoles (Food Plant Catalogue of the Aphids), on s'enumeren els seus descobriments sobre les plantes hostes utilitzades per diferents espècies de pugons.
També va publicar articles al "Maine Agricultural Experiment Station Bulletin" i va escriure altres per al gran públic en revistes hortícoles i a l'Atlantic Monthly Magazine, al naturalista de Maine i a la revista Scientific Monthly Magazine. Es va adonar de la utilitat dels insectes beneficiosos per controlar les plagues i va desaprovar l'aplicació indiscriminada de pesticides. En això, les seues idees van ser anteriors a Rachel Carson i la seua Primavera silenciosa durant quaranta anys. També va fer una extensa col·lecció d'Aphididae que es manté com a part de la Col·lecció Nacional Canadenca a Ottawa. Contenia formes alades i sense ales de cada espècie i ha estat àmpliament utilitzat pels investigadors. Va ser considerada una autoritat mundial sobre pugons i tenia dos gèneres, cinc espècies i una subespècie anomenades en honor seu. Ella mateixa va ser l'autora d'una sèrie d'espècies recentment descrites.
Edith va ser nomenada com a presidenta de la American Nature Study Society el 1930. També es va convertir en la primera dona presidenta de l'Entomological Society of America en un moment en què aquesta societat dominada per homes admetia poques dones.

## Carrera d’escriptora

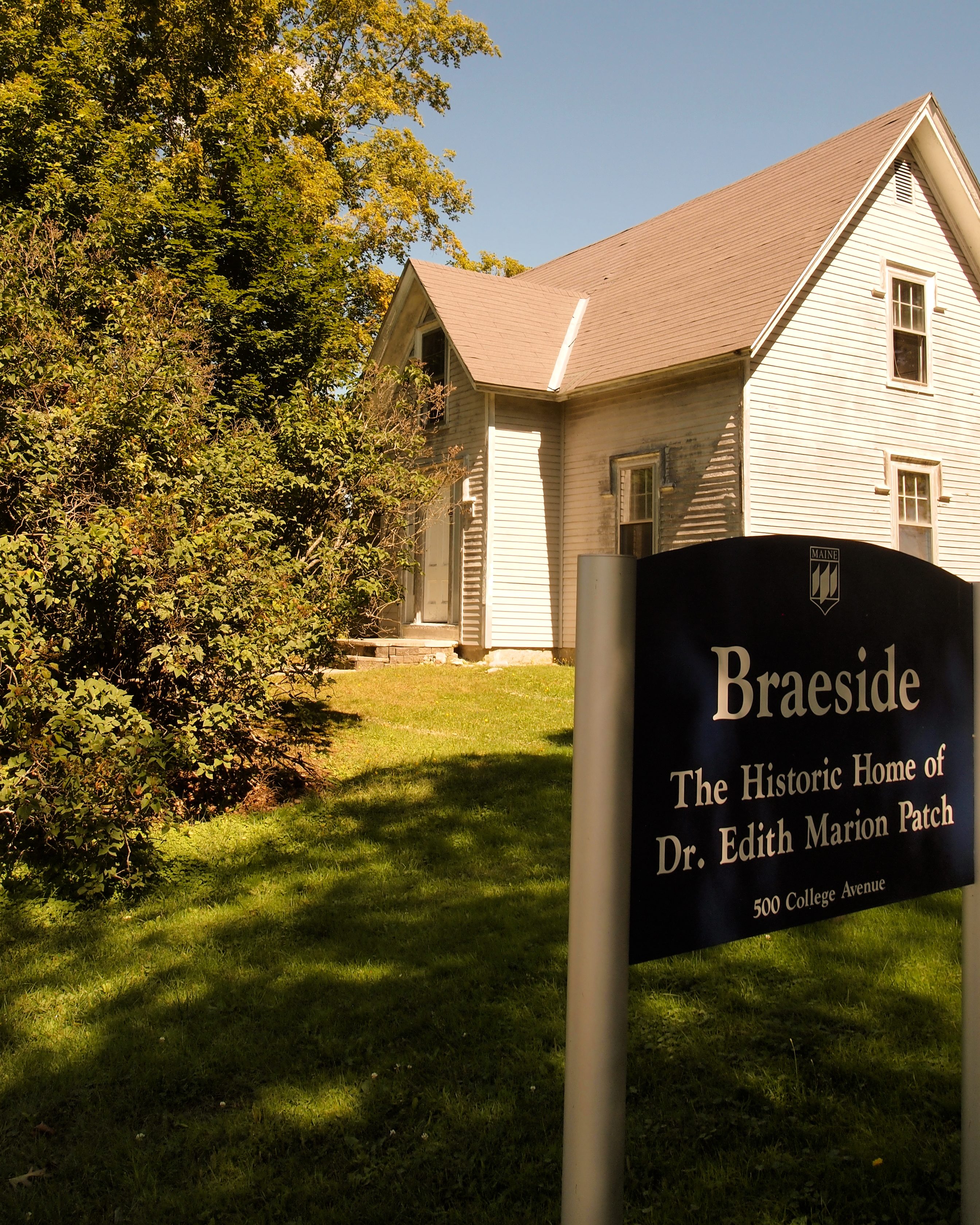
Casa de 50 acres d'Edith Patch, al costat del riu Stillwater, a Old Town (Maine)

Després d'aconseguir el seu doctorat, Edith es va llançar a escriure llibres i articles de revistes sobre història natural per a xiquets, dissenyats per estimular el seu interès i entusiasme pel món natural. Van ser publicades al principi per la Pine Cone Publishing Company, a Orono, que pareix que va ser la seua pròpia empresa. El 1913, va publicar Dame Bug and her Babies, una col·lecció de 18 històries sobre mares insectes i les seues cries. Açò va invocar una passió a Edith per continuar educant ments joves sobre la natura a través dels seus escrits. Una publicació addicional, Little Gateways to Science, explicava la història de 12 aus i els efectes poc propicis que l'activitat humana pot tenir en el món natural. Més tard, després que es va establir la seua reputació d'escriptora d'història natural per a la xicalla, va ser contractada pels coneguts Macmillan Publishers. Amb ells va produir la "sèrie de vacances" (Holiday Series), sobre la vida salvatge i les plantes que es troben en diversos hàbitats, la "sèrie de veïns" (Neighbor Series), amb informació sobre animals salvatges en els seus entorns naturals, i els "lectors de ciències" (Science Readers) per a escoles, que tracten temes científics per a infants, fins a vuitè grau.

## La casa de Patch
El 1913, Edith va comprar un antic mas amb cinquanta hectàrees de terreny a Old Town, Maine, i va viure-hi la resta de la seua vida. Va anomenar la casa "Braeside", però més tard es va conèixer com "La casa de Patch" (Patch House). Construït a la dècada de 1840, "Braeside" és un derivat de la paraula escocesa brae que significa banc, que fa referència a la seua ubicació al costat del riu Stillwater. La propietat consta de 50 hectàrees de jardí salvatge, on viuen bullents societats d'insectes on Edith dedicava la major part del seu temps lliure a estudiar i escriure sobre el món natural. Va passar a la possessió de la Universitat de Maine després de la seua mort i va ser utilitzat per allotjar estudiants. A la dècada de 1990 es va considerar que infringia diversos codis de seguretat i estava destinat a la demolició, i es va fer un acord per permetre que es cremés com a exercici d'entrenament per als bombers. El 1997, uns dies abans que es cremés, els activistes van aconseguir que s'afegira a la llista de propietats més amenaçades de Maine i es va guardar per a la posteritat. El 2001 es va afegir al Registre Nacional de Llocs Històrics.

## Abreviació zoològica
L'abreviatura Patch s'empra per a indicar a Edith Marion Patch com a autoritat en la descripció i taxonomia en zoologia.